# The La's
The La's è un gruppo musicale britannico nato a Liverpool nel 1986 da un'idea del cantante Lee Mavers e composto inoltre dal bassista John Power, dal chitarrista Paul Hemmings e dal batterista John Timson.

## Storia
Tra l'anno di formazione e l'anno del debutto discografico - 1990 - il gruppo è protagonista di diversi cambi di formazione che vedono la totale ricostruzione della formazione con alla batteria il fratello di Lee, Neil Mavers, al basso James Joyce e alla chitarra Peter James Camell.
I primi singoli pubblicati - Way Out (1987) e There She Goes (1988) - procurano al gruppo ottime recensioni. Ma per avere il primo LP omonimo bisogna attendere il 1990, anno in cui la Go! Discs pubblica l'esordio omonimo della band. Il disco potrà vantare un'ottima accoglienza della stampa e un pregevole quantitativo di copie vendute, anche grazie alla presenza dietro al mixer di Steve Lillywhite e ai produttori John Porter, Mike Hedges, John Leckie.
Dopo aver suonato in tour per tutto il 1991, il perfezionismo di Mavers lo spinge a riscrivere e riarrangiare le canzoni del primo album, ma questo processo non porta a nulla di concreto ed esclusi un paio di concerti del 1995 con una nuova band, i La's non hanno mai dato ulteriori prove della loro esistenza sino al 2005, dieci anni dopo, per una riunione speciale sul palco del festival di Glastonbury.
Mai ufficialmente sciolti, i La's possono essere considerati i pionieri del britpop, genere che da lì a qualche anno esploderà con gruppi come Oasis e Blur. La loro musica era un insieme di scintillante jangle pop sulla scia dei primi dischi dei Primal Scream e degli Smiths, ma che rimanda anche alla tradizione inglese degli anni sessanta.

## Discografia
- 1990 - The La's